# Kikugava Josio
Kikugava Josio (Sizuoka, 1944. szeptember 12. – 2022. december 2.) válogatott japán labdarúgó, hátvéd, edző.

## Pályafutása
A japán válogatottban 16 mérkőzést játszott.

## Statisztika
| Japán válogatott | Japán válogatott | Japán válogatott |
| Időszak          | Mérk.            | gól              |
| ---------------- | ---------------- | ---------------- |
| 1969             | 2                | 0                |
| 1970             | 12               | 0                |
| 1971             | 2                | 0                |
| Összesen         | 16               | 0                |